# Ley de Dolbear

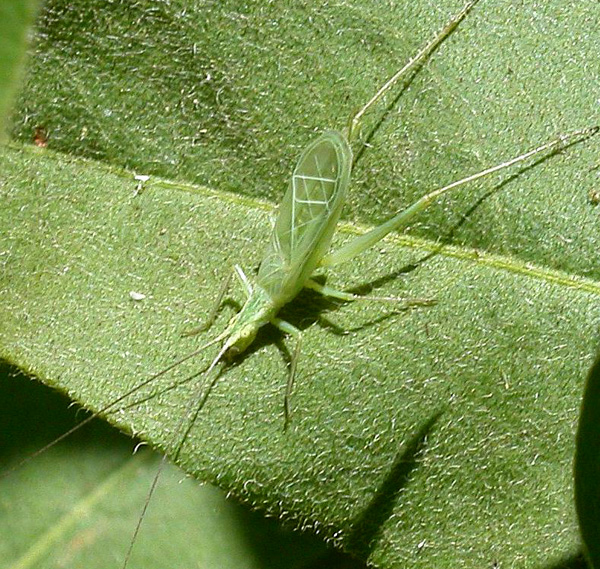
El grillo del árbol de la nieve Oecanthus fultoni

La ley de Dolbear relaciona la temperatura del aire con el índice de chirridos de algunos grillos. Fue formulado por Amos Dolbear y publicado en 1897 en un artículo que tituló "El grillo como termómetro". Las observaciones de Dolbear sobre la relación entre la tasa de chirridos de los grillos y la temperatura fueron precedidas en 1881 por Brooks, aunque este artículo pasó inadvertido hasta la publicación de Dolbear.
Dolbear no especificó la especie de grillo que observó, a pesar de que los investigadores subsiguientes supusieron que se trataba del grillo del árbol de la nieve (Oecanthus fultoni).
El chirrido de la mayoría de los grillos de campo no depende realmente de la temperatura —la variación de su tasa de chirridos depende de otros factores, como la edad—.  Sin embargo, en muchos casos la fórmula de Dolbear es una buena aproximación para los grillos de campo.

## Ecuaciones
Dolbear expresó la relación con la siguiente fórmula que proporciona una manera de estimar la temperatura TF en grados Fahrenheit del número de chirrridos por minuto N60:
{\displaystyle T_{F}=50+\left({\frac {N_{60}-40}{4}}\right).}
Esta fórmula es correcta hasta cierto grado o cuando es aplicado (en ocasiones) al chirrido del grillo de campo.
La fórmula puede ser simplificada para los chirridos producidos en 15 segundos ({\displaystyle N_{15}}):
{\displaystyle \,T_{F}=40+N_{15}}
Reformulando la ecuación para grados Celsius (°C):
{\displaystyle T_{C}=10+\left({\frac {N_{60}-40}{7}}\right).}
Un método de simplificación de la fórmula para grados Celsius en contando el número de chirridos que realiza en 8 segundos (en lugar de en 60), y esta fórmula es bastante precisa entre los 5 y 30 °C:{\displaystyle N_{8}}
{\displaystyle \,T_{C}=5+N_{8}}
La ecuación que está encima no es tan precisa como la anterior pero es fácil de recordar.

## En cultura popular
Se hizo referencia a esta fórmula y a la Ley de Dolbear en Las conjeturas de Jiminy episodio de The Big Bang Theory.